# 寿志郎
寿 志郎（ことぶき しろう、1968年 - 2016年6月15日）は、日本のイラストレーター。本名は小林 廣（こばやし ひろし）。
グラビアのような艶かしく肉感的な女性のイラストを得意とする。漫画家の江口寿史に影響を受けている。趣味はサッカー観戦。

## 来歴
群馬県利根郡利根村（現・沼田市利根町）出身。群馬県立沼田高等学校卒業。1991年、東京理科大学在学中の4年生時にバイク事故で首を骨折し頚椎損傷で首下麻痺、重度障がい者となった。その後、同大学を中退。24歳の時、リハビリ施設で口で筆を持ち絵を書くことを勧められ、独学で絵を学ぶ。女性キャラクターを描くのは、どうせ描くならやる気の出るモチーフがいいからだという。
2003年、女子プロレスを題材としたコナミデジタルエンタテインメントのPS2用ソフト『ランブルローズ』のキャラクターデザイン制作に参画、続編の『ランブルローズXX』にも同様に協力する。2010年には、群馬県庁昭和庁舎にて個展を開催。口のみで絵を描いている経緯から、障がい者向けイラストテクニック教本の制作協力に携わる。
2016年6月15日未明に死去したことが、本人のフェイスブック上にて、親族により明らかにされた。死因は心疾患。47歳没。

## 主な作品

### キャラクターデザイン
- ランブルローズ (KONAMI)
- ランブルローズXX (KONAMI)

## その他
- 『デジ絵の文法』第3シーズン 第18話「寿志郎〜艶髪ビーチバレー美女〜」出演
- 『寿志郎個展』 2010年3月26日(金） - 4月6日(水）に群馬県庁昭和庁舎で開催
- 『国際藝術振興協会ギャラリー』 2010年8月 - 、本庄早稲田駅（JR上越新幹線）改札口横
- 『寿志郎イラストテクニックス01』 NPO法人「リボングラフィックス」